# Polari (álbum)
Polari é o álbum de estúdio de estreia do cantor e compositor inglês Olly Alexander, lançado em 7 de fevereiro de 2025 pela Polydor Records. Criado com o produtor Danny L Harle, é o primeiro álbum solo lançado sob o nome de Alexander após o fim do Years & Years, que havia lançado seu último álbum, Night Call, em 2022. O título do álbum faz referência a Polari, linguagem codificada usada historicamente no Reino Unido pela comunidade gay, e foi promovido pela turnê Up Close and Polari Tour pela Europa no início de 2025.
Segundo Alexander, o álbum é inspirado pelo electropop e por outros estilos da década de 1980 na música, como Pet Shop Boys, Kate Bush e Erasure. A obra inclui referências a cowboys, deuses e executivos da indústria musical, e aborda temas como intimidade, desejo, voyeurismo e destino. A estética visual de Polari foi inspirada no cineasta e ativista Derek Jarman.
O primeiro single, "Cupid's Bow", foi lançado em 11 de outubro de 2024, enquanto a faixa-título foi lançada em 22 de novembro de 2024.  "Archangel" foi lançada como terceiro single em 13 de dezembro de 2024, seguida por "When We Kiss" em 10 de janeiro de 2025. Polari também inclui "Dizzy", canção com a qual Alexander representou o Reino Unido no Festival Eurovisão da Canção 2024.

## Lista de faixas
Todas as faixas escritas e compostas por Olly Alexander e Danny L Harle; "Make Me a Man" escrita com Vince Clarke.. 
| Polari         |                        |                                                      |         |  |
| N.º            | Título                 | Produtor(es)                                         | Duração |  |
| 1.             | "Polari"               | Danny L Harle Cameron Gower-Poole [v]                | 1:27    |  |
| 2.             | "Cupid's Bow"          | Harle Finn Keane [a] Gower-Poole [v]                 | 2:51    |  |
| 3.             | "I Know"               | Harle Gower-Poole [v]                                | 2:51    |  |
| 4.             | "Shadow of Love"       | Harle Gower-Poole [v]                                | 3:32    |  |
| 5.             | "Make Me a Man"        | Alexander Harle [c] Vince Clarke [c] Gower-Poole [v] | 3:07    |  |
| 6.             | "Dizzy"                | Harle Keane [a] Gower-Poole [v]                      | 2:52    |  |
| 7.             | "Archangel"            | Harle Gower-Poole [v]                                | 3:22    |  |
| 8.             | "Miss You So Much"     | Harle Gower-Poole [v]                                | 3:24    |  |
| 9.             | "When We Kiss"         | Harle Keane [a] Gower-Poole [v]                      | 3:32    |  |
| 10.            | "Whisper in the Waves" | Harle Gower-Poole [v]                                | 3:29    |  |
| 11.            | "Beautiful"            | Harle Gower-Poole [v]                                | 2:52    |  |
| 12.            | "Heal You"             | Harle Keane [a] Gower-Poole [v]                      | 3:12    |  |
| 13.            | "Language"             | Harle Gower-Poole [v]                                | 3:44    |  |
| Duração total: | Duração total:         | Duração total:                                       | 40:15   |  |

Notas
- ↑[c]  indica um co-produtor.
- ↑[a]  indica um produtor adicional.
- ↑[v]  indica um produtor vocal.

## Desempenho nas paradas
| Parada (2025)                       | Posição máxima |
| ----------------------------------- | -------------- |
| Bélgica (Ultratop Flandres)         | 126            |
| Escócia (Official Scottish Albums)  | 6              |
| Reino Unido (Official Albums Chart) | 17             |

## Histórico de lançamento
| Região | Data                   | Formato(s)                 | Gravadora(s) | Ref.          |
| ------ | ---------------------- | -------------------------- | ------------ | ------------- |
| Vários | 7 de fevereiro de 2025 | CD LP cassete              | Polydor      | [ 13 ] [ 14 ] |
| Vários | 7 de fevereiro de 2025 | Download digital streaming | Polydor      | [ 15 ]        |